# Stephanotis
Стефанотіс (Stephanotis) — рід квіткових рослин, вперше описаний у 1806 р. Назва походить від грецького stephanōtís (присл.), щось подібне до корони. Це вічнозелені ліани з деревними черешками у декількох тропічних та субтропічних регіонах.

Стефанотіс вирощують для отримання пахучих, воскоподібних, трубчастих, зазвичай білих квіток.
 Листя супротивні, яйцеподібні до еліптичних, шкірясті. Стефанотіс — красива, але складна рослина — вона ненавидить різкі перепади температури, потребує постійних прохолодних умов взимку і приваблива для луски та борошнистого клопа. Стебла стефанотіса можуть досягати 10 футів і більше, але зазвичай його продають в сукні навколо дротяного обруча. Воскові квіти з сильним запахом з'являються влітку.
Найвідоміший вид — стефанотіс флорибунда (мадагаскарський жасмин), який культивується як тропічний або тепличний декоративний вид, квіти якого є популярним елементом у весільних букетах.